# John Seagrave, 2. Baron Seagrave

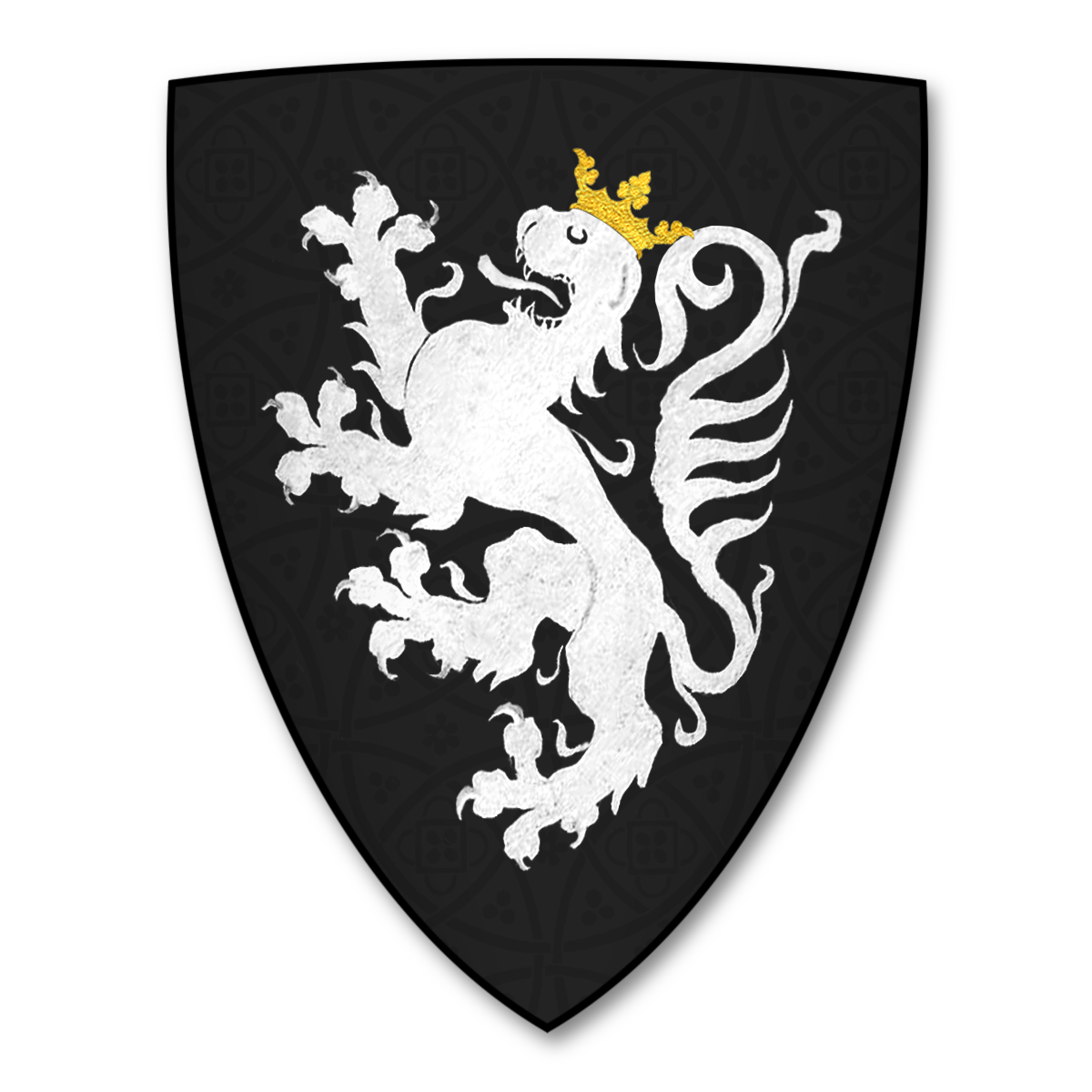
Wappen von John Seagrave, 2. Baron Seagrave

John Seagrave, 2. Baron Seagrave (auch John de Segrave) (* 1256; † zwischen 8. Mai 1325 und 4. Oktober 1325) war ein englischer Adliger und Militär. Er nahm an zahlreichen Feldzügen von König Eduard I. und dessen Nachfolger Eduard II. teil und übernahm bis 1322 wichtige militärische Kommandos und Verwaltungsaufgaben in Schottland.

## Herkunft
John Seagrave war der älteste Sohn von Nicholas Seagrave, 1. Baron Seagrave und dessen Frau Matilda. Zu seinen Brüdern gehörten Nicholas, Henry und Gilbert Seagrave. Sein Vater hatte nach dem Dictum of Kenilworth 1268 Ländereien mit jährlichen Einkünften von 500 Mark (£ 330) besessen, womit er zu den mittleren Baronen gehörte. Die Besitzungen der Familie lagen vor allem in Derbyshire, Warwickshire, Huntingdonshire, Leicestershire und Northamptonshire. Obwohl die Familie Seagrave während des Zweiten Kriegs der Barone in den 1260er Jahren auf der Seite der Adelsopposition gegen König Heinrich III. kämpfte, nahm John Seagrave am Kreuzzug des Thronfolgers Lord Eduard teil. Nachdem dieser König geworden war, diente er ihm auch 1277 und von 1282 bis 1283 in den Feldzügen zur Eroberung von Wales. 1287 diente er dem König in Irland und während des schottischen Thronfolgestreits 1291 in Schottland.

## Jugend und Erbe
1270 wurde Seagrave mit Christine de Plessis (auch Christiana), eine Tochter von Hugh de Plessis verheiratet. De Plessis übergab am 4. Juli 1270 das Gut von Stottesdon in Shropshire an seine Tochter und an Seagrave, wofür Seagrave dem König später eine Knight’s fee Kriegsdienst schuldete. In den nächsten Jahren erhielt Seagrave von seinem Vater weitere Güter, so 1275 eine viertel Knight’s fee in Calvedon in Warwickshire sowie 1282 eine Knight’s fee in Atterton und Witherley in Lincolnshire. 1281 tauschte Seagrave mit Roger of Kingswood dessen Besitzungen bei Kingswood in Shropshire gegen Land- und Waldbesitz und eine Wassermühle in Cherle. 1289 erhielt Seagrave die Güter von Penn in Buckinghamshire sowie Blyborough in Lincolnshire. Nach dem Tod seines Vaters Ende 1295 wurde er dessen Erbe und leistete am 10. Dezember 1295 König Eduard I. Hommage für seine Besitzungen. Als Baron Segrave wurde er ab dem 26. August 1296 regelmäßig zu den Parlamenten geladen.

## Rolle in der Staatskrise von 1297
1297 schloss Seagrave mit Roger Bigod, 5. Earl of Norfolk einen Vertrag, nach dem Seagrave Bigod als Marshal of England im Kriegsfall 16, oder falls erforderlich, sogar 20 Reiter stellen musste. In Friedenszeiten sollte sein Aufgebot von Bigod mit Essen und Trinken versorgt werden, und Seagrave sollte als Knight Banneret und seine Ritter entsprechend ihrem Rang im Gefolge des Earl of Norfolk Gewänder erhalten. Für die Dauer dieses Dienstes gab Bigod Seagrave das Gut von Loddon in Norfolk als Lehen. Noch im selben Jahr, 1297 entschuldigte Seagrave Bigod bei König Eduard I., weil Bigod während des Krieges mit Frankreich wegen einer angeblichen Krankheit nicht am Feldzug des Königs nach Flandern teilnehmen konnte. Als Vasall von Bigod sollte Seagrave selbst am Feldzug des Königs teilnehmen, doch zusammen mit Bigod und Humphrey de Bohun, 3. Earl of Hereford erschien er am 22. August, dem Tag des Aufbruchs des Heeres, im Schatzamt, um die Erhebung zusätzlicher Steuern zur Finanzierung des Kriegs zu verhindern. Die Barone überreichten einen Protestbrief gegen die vom König erhobene Steuer des Achten und beschwerten sich über die hohen Abgabenlasten und die ihrer Sicht nach ungesetzliche Ausweitung der bisherigen, traditionellen Steuern durch den König.

## Militär im Krieg in Schottland unter Eduard I.
Nach der Beilegung dieser Krise von 1297 übernahm Seagrave nach dem Rücktritt von Bigod als Marshal als stellvertretender Marshal dessen Aufgaben während des Schottischen Unabhängigkeitskriegs. Am 30. Juni 1300 huldigte er erneut dem König in Carlisle. Am 12. Februar 1301 besiegelte er mit den Brief, den die englischen Barone an den Papst geschrieben hatten und in dem sie sich über die Einmischung des Papstes in den Schottischen Unabhängigkeitskrieg beschwerten. Nach einer Untersuchung und einer Diskussion über die Aufgaben des Marshals erhielt Seagrave ab 1301 jährlich £ 100 anstelle der bisherigen Vergütung des Marshals, die vor allem einen Anteil an der Kriegsbeute umfasste. Diese Vereinbarung konnte aber nur mit der Zusicherung erreicht werden, dass Seagrave das Geld nur erhielt, wenn er seinen Aufgaben als Marshal auch nachkam.
Im August 1302 wurde Seagrave zum Kommandanten von Berwick Castle und im November 1302 zum King’s Lieutenant in Schottland ernannt. Noch bevor der Waffenstillstand in Schottland Ende September 1302 auslief, unternahm er auf Befehl von Eduard I. mit Unterstützung nordenglischer Barone eine Chevauchée an Stirling vorbei bis nach Kirkintilloch. Im Februar 1303 unternahm er mit Ralph Manton einen weiteren Raubzug auf weitere von den Schotten kontrollierte Gebiete. Dabei wurde seine Truppe am 24. Februar bei in der Schlacht von Roslin von einer schottischen Streitmacht unter John Comyn of Badenoch und Simon Fraser überrascht und geschlagen. Mit mehreren seiner Ritter geriet Seagrave verwundet in Gefangenschaft, wurde jedoch wenig später befreit. Im Winter von 1303 bis 1304 unternahm Seagrave zusammen mit Robert de Clifford und William Latimer eine weitere Chevauchée nach Lothian. Dabei achteten sie besonders darauf, dass ihre Pläne nicht vorab verraten oder von Spionen aufgedeckt wurden. Tatsächlich konnten sie während ihres Raubzugs eine schottische Streitmacht unter der Führung von William Wallace und Simon Fraser überraschen und besiegen, doch die beiden Anführer konnten entkommen. In der Folge arbeitete Seagrave eng mit Robert Bruce zusammen, um Wallace und Fraser zu unterwerfen. Schließlich wurde der in Gefangenschaft geratene Wallace im Sommer 1305 an Seagrave übergeben, der ihn nach London geleitete. Seagrave gehörte zu den Richtern, die Wallace in einem Schauprozess zum Tod verurteilten. Nach der Hinrichtung wurde er beauftragt, die Leichenteile des gevierteilten Wallace nach Newcastle, Berwick, Stirling und Perth zu bringen, wo sie ausgestellt wurden. Im selben Jahr legte er seine Ämter als King’s Lieutenant von Schottland und als Kommandant von Berwick Castle nieder. Da seine Frau während des Dienstes ihres Mannes ebenfalls in Schottland gelebt hatte, erhielt sie 1306 vom König eine finanzielle Entschädigung.

## Militärdienst unter Eduard II.
Im Januar 1308 wurde Seagrave aufgefordert, an der Krönung des neuen Königs Eduard II. teilzunehmen. Im März 1308 ernannte ihn der neue König zum Kommandanten von Nottingham Castle und zum Verwalter und Richter für die königlichen Forste nördlich des Trent. Dieses einträgliche Amt musste er jedoch am 1. Oktober 1310 wieder an den königlichen Günstling Piers Gaveston abtreten, wobei er jedoch eine einmalige Entschädigung erhielt. Nachdem Gaveston ermordet worden war, wurde das Amt des Verwalters und Forstrichters am 4. September 1312 lebenslang an Seagrave übertragen. 1309 war Seagrave zum Verteidiger von Schottland bis zum Forth ernannt worden, im November 1310 wurde er zum Verteidiger von Annandale in Südwestschottland ernannt. 1313 wurde er Verteidiger der Scottish Marches in Cumberland, und 1314 nahm er an dem Feldzug von Eduard II. nach Schottland teil. Dabei geriet er in der Schlacht von Bannockburn erneut in schottische Gefangenschaft. Er kam Ende 1314 frei, doch neben dem hohen Lösegeld, das er zahlen musste, musste Eduard II. für seine Freilassung zusätzlich vier hochrangige schottische Gefangene freilassen. 1315 kam es in Nottingham Castle zu einer Rebellion, während der aufgebrachte Bürger das äußere Burgtor von Nottingham Castle stürmten, einige Wachen erschlugen und schließlich Seagrave acht Tage lang ohne Versorgung im Keep belagerten.
Kurz nach Beginn der Herrschaft von Eduard II. hatte sich eine Adelsopposition gegen den König gebildet, zu deren Führern Thomas of Lancaster, ein mächtiger Cousin des Königs, gehörte. Seagrave war wie sein Bruder Nicholas und andere Mitglieder in den Dienst von Lancaster getreten und hatte sich verpflichtet, dem Earl mit einem Gefolge von dreißig men-at-arms zu dienen. Dafür zahlte ihn Lancaster jährlich 50 Mark. 1318 musste der König Lancaster im Vertrag von Leake Zugeständnisse machen, und im August wurde Seagrave in den Staatsrat berufen, der nach dem Abkommen außerhalb der Parlamentssitzungen die Herrschaft des Königs kontrollieren sollte. Dennoch kam es in England weiter zu Unruhen. 1320 wurde Seagrave beauftragt, in Warwickshire den Frieden wiederherzustellen. Als es schließlich im Frühjahr 1321 zum Despenser War kam, einer Rebellion der Marcher Lords gegen den königlichen Günstling Hugh le Despenser, wurde Seagrave im Januar und April 1321 gewarnt, sich nicht an ungesetzlichen oder verräterischen Treffen zu beteiligen, und im November wurde ihm verboten, sich generell mit anderen Baronen zu treffen. Im gleichen Monat wurde er aufgefordert, in Warwickshire, Leicestershire und Staffordshire Fußtruppen und Reiter zur Niederschlagung der Rebellion aufzustellen. Tatsächlich verließ Seagrave nun Lancasters Dienste, da dieser die Rebellion der Marcher Lords gegen den König unterstützte. Im Februar 1322 sollte er so viele Fußsoldaten und men-at-arms aufstellen wie möglich und als Kommandant sollte er Nottingham Castle verteidigungsbereit machen. Nachdem die Rebellion gescheitert war, sollte er mit seinen Vasallen nach York kommen, wo die Rebellenführer verurteilt wurden. Danach sollte er Ende 1322 und Anfang 1323 für einen neuen Feldzug nach Schottland Truppen in Nottinghamshire und Derbyshire aufstellen. Während des Kriegs von Saint-Sardos reiste er im Juli 1324 nach Südwestfrankreich, wo er Kommandant der Truppen des Herzogtums Aquitanien wurde.

## Erweiterung seiner Besitzungen
Während der zahlreichen Jahre im Dienst des Königs konnte Seagrave weitere Ländereien erwerben, dazu hatte er durch seine Ämter erhebliche Einkünfte und erhielt vom König für seine Besitzungen verschiedene Rechte und Privilegien. Unter anderem erhielt er aus königlichen Forsten Bauholz für den Bau einer Kapelle bei seinem Gut Chalcombe, die Erlaubnis, seine Güter Dwelling bei Bretby in Derbyshire sowie Caludon zu befestigen und Marktrechte für Woodweston in Huntingdonshire und Aspel in Warwickshire. Dennoch wurde auch Seagrave bei von 1299 bis 1300 in Cambridge stattfindenden gerichtlichen Untersuchungen aufgefordert, gemäß dem Statut Quo Warranto nachweisen, dass sein Besitzanspruch für Connington, Boxworth und Fen Drayton rechtmäßig sei. 1301 zahlte er £ 800, um die Ländereien von Hugh de Plessis, einem Verwandten seiner Frau verwalten zu dürfen, sowie für das Recht, die Erben von Hugh de Plessis verheiraten zu dürfen. Im September 1312 bot ihm Eduard II. an, entweder Ländereien mit jährlichen Einkünften von £ 100 oder stattdessen £ 1000 für Landerwerb zu erhalten. 1318 erhielt er entsprechend einer Vereinbarung die Ländereien seines kinderlos verstorbenen jüngeren Bruders Henry. Bei seinem Tod besaß er Güter und Ländereien in neun englischen Grafschaften: Oxfordshire, Shropshire, Hampshire, Buckinghamshire, Northamptonshire, Nottinghamshire, Derbyshire, Warwickshire und Leicestershire.
Das genaue Todesdatum von Seagrave ist nicht bekannt. Er wurde am 8. Mai 1325 letztmals zu einem Parlament geladen und war vor dem 8. Oktober 1325 gestorben. Er wurde in Chalcombe Priory beigesetzt.

## Familie und Nachkommen
Aus seiner Ehe mit Christine de Plessis hatte Seagrave mindestens drei Kinder:
- Christiane de Segrave
- Stephen Segrave, 3. Baron Segrave (um 1304–1325)
- John Seagrave ⚭ Juliana Sandwich, eine Tochter und Erbin von John Sandwich

Seine Frau überlebte ihn bis mindestens 1331. Sein Erbe wurde sein Sohn Stephen, der aber bereits wenige Monate nach ihm starb.